# John Newcombe
John David Newcombe AO OBE (* 23. Mai 1944 in Sydney) ist ein ehemaliger australischer Tennisspieler.

## Biografie
In seiner Jugend betrieb Newcombe viele verschiedene Sportarten, bis er sich für Tennis entschied. Er war australischer Juniorenmeister 1961, 1962 und 1963 und war 1964–1967, sowie 1973, Mitglied des siegreichen australischen Daviscupteams. Er gewann sein erstes Grand-Slam-Turnier 1965, als er bei den Australian Open mit seinem Landsmann Tony Roche im Doppel siegte. Im gleichen Jahr gewann das Duo auch den Titel in Wimbledon. Insgesamt gewannen die beiden die australischen Meisterschaften weitere drei Mal, in Wimbledon fügten sie noch vier weitere Triumphe hinzu und siegten 1967 bei den US Open und 1967 und 1969 bei den French Open. Insgesamt blieben sie bei 12 Grand-Slam-Endspielen im Doppel siegreich und zählen damit zu den erfolgreichsten Paarungen.
John Newcombes kraftvolles Serve- und Volleyspiel war der Garant für sein aggressives Spiel. Zur Freude der Zuschauer und zur Überraschung der Gegner schlug er auch mit dem zweiten Aufschlag ein As. Seine Spielweise machte ihn 1967 zur Nummer 1 im Amateursport. Als professioneller Spieler war er 1970, 1971 und 1974 Erster der Rangliste.
Im Einzel gewann er zweimal die Australian Open, dreimal in Wimbledon und zweimal die US Open.
Als Mitglied von Lamar Hunts „World Championship Tennis“, einer Turnierserie für professionelle Tennisspieler, wurde er 1972 von den englischen Meisterschaften in Wimbledon ausgeschlossen, ein Jahr später boykottierte der bei den Fans beliebte Newcombe das Turnier. Sein Boykott war dann der Anlass, das Problem mit dem Profisport endgültig zu lösen. John Newcombe war 1977 und 1978 Präsident der Vereinigung professioneller Tennisspieler.
Newcombe und Rod Laver waren die einzigen Spieler, die sowohl als Amateur und Profi die US Open und Wimbledon gewinnen konnten. Der Rasenplatz war John Newcombes bevorzugter Belag und die French Open blieben das einzige Grand-Slam-Turnier, das er im Einzel nie gewinnen konnte. Im Doppel blieb er dagegen bei drei Turnieren siegreich.
Insgesamt gewann John Newcombe 26 Grand-Slam-Turniere im Einzel, Doppel und Mixed. John Newcombe war der letzte Australier, der das Herrentennis dominierte. Im Jahr 1986 wurde er in die Hall of Fame des Tennissports aufgenommen.
Er blieb dem Tennis auch nach seinem Rücktritt verbunden und war 1995 Kapitän des australischen Davis-Cup-Teams.

## Privat
Im Februar 1966 heiratete John Newcombe die Hamburger Tennisspielerin Angelika Pfannenberg.

## Erfolge
Nachfolgend werden die Erfolge bei Grand-Slam-Turnieren und seit Beginn der Open Era aufgeführt.
| Legende                    |
| Saisonendveranstaltung (1) |
| Grand Slam (18)            |
| Open-Era-Turniere (57)     |

| Titel nach Belag |
| Hartplatz (25)   |
| Rasen (19)       |
| Sand (18)        |
| Teppich (14)     |

### Einzel

#### Turniersiege
| Nr  | Datum              | Turnier                         | Platzbelag | Finalgegner         | Ergebnis                |
| --- | ------------------ | ------------------------------- | ---------- | ------------------- | ----------------------- |
| 1.  | 26. Juni 1967      | Wimbledon (1)                   | Rasen      | Wilhelm Bungert     | 6:3, 6:1, 6:1           |
| 2.  | 28. August 1967    | U.S. National Championships (1) | Rasen      | Clark Graebner      | 6:4, 6:4, 8:6           |
| 3.  | 1. April 1968      | Bakersfield                     | Teppich    | Cliff Drysdale      | 31:12, 31:22            |
| 4.  | 20. April 1968     | Evansville                      | Teppich    | Nikola Pilić        | 31:17, 31:17            |
| 5.  | 1. August 1968     | Cannes                          | Hartplatz  | Marty Riessen       | 7:5, 6:2                |
| 6.  | 6. August 1968     | Hamburg                         | Sand       | Cliff Drysdale      | 6:3, 6:2, 6:4           |
| 7.  | 26. September 1968 | Pretoria                        | Hartplatz  | Tony Roche          | 11:9, 4:6, 6:3          |
| 8.  | 6. Oktober 1968    | Durban                          | Hartplatz  | Tony Roche          | 6:3, 6:4                |
| 9.  | 9. Oktober 1968    | East London                     | Hartplatz  | Cliff Drysdale      | 10:6                    |
| 10. | 16. Oktober 1968   | Kimberley                       | Hartplatz  | Tony Roche          | 10:6                    |
| 11. | 21. April 1969     | Rom                             | Sand       | Tony Roche          | 6:3, 4:6, 6:2, 5:7, 6:3 |
| 12. | 28. April 1969     | Bournemouth                     | Sand       | Bob Hewitt          | 6:8, 6:3, 5:7, 6:4, 6:4 |
| 13. | 10. Januar 1970    | Melbourne                       | Rasen      | Tony Roche          | 6:4, 6:4, 4:6, aufgg.   |
| 14. | 2. Juni 1970       | Casablanca                      | Sand       | Andrés Gimeno       | 6:4, 6:4, 6:4           |
| 15. | 22. Juni 1970      | Wimbledon (2)                   | Rasen      | Ken Rosewall        | 5:7, 6:3, 6:2, 3:6, 6:1 |
| 16. | 13. Juli 1970      | Hoylake                         | Rasen      | Owen Davidson       | 4:6, 9:7, 6:4           |
| 17. | 9. Februar 1971    | Philadelphia                    | Teppich    | Rod Laver           | 7:65, 7:61, 6:4         |
| 18. | 22. März 1971      | Chicago                         | Teppich    | Arthur Ashe         | 4:6, 7:6, 6:2, 6:3      |
| 19. | 26. April 1971     | Dallas                          | Teppich    | Arthur Ashe         | 7:6, 6:4                |
| 20. | 21. Juni 1971      | Wimbledon (3)                   | Rasen      | Stan Smith          | 6:3, 5:7, 2:6, 6:4, 6:4 |
| 21. | 5. Juli 1971       | Gstaad                          | Sand       | Tom Okker           | 6:2, 5:7, 1:6, 7:5, 6:3 |
| 22. | 9. August 1971     | Toronto                         | Sand       | Tom Okker           | 7:6, 3:6, 6:2, 7:6      |
| 23. | 1. Mai 1972        | Las Vegas                       | Hartplatz  | Cliff Drysdale      | 6:3, 6:4                |
| 24. | 26. Juni 1972      | St. Louis                       | Hartplatz  | Nikola Pilić        | 6:3, 6:3                |
| 25. | 14. August 1972    | Fort Worth                      | Hartplatz  | Ken Rosewall        | 5:7, 1:6, 7:5, 6:4, 6:4 |
| 26. | 25. September 1972 | Alamo                           | Hartplatz  | Cliff Drysdale      | 6:1, 6:1, 7:5           |
| 27. | 15. Oktober 1972   | Vancouver                       | Teppich    | Marty Riessen       | 6:7, 7:6, 7:6, 7:5      |
| 28. | 30. Oktober 1972   | Göteborg                        | Teppich    | Roy Emerson         | 6:0, 6:3, 6:1           |
| 29. | 25. November 1972  | Johannesburg                    | Hartplatz  | John Alexander      | 6:1, 7:6                |
| 30. | 26. Dezember 1972  | Australian Open (1)             | Rasen      | Onny Parun          | 6:3, 6:7, 7:5, 6:1      |
| 31. | 23. August 1973    | US Open (2)                     | Rasen      | Jan Kodeš           | 6:4, 1:6, 4:6, 6:2, 6:3 |
| 32. | 17. September 1973 | Columbia                        | Teppich    | Dick Stockton       | 6:4, 6:3                |
| 33. | 29. Oktober 1973   | Jakarta                         | Hartplatz  | Ross Case           | 7:6, 7:6, 6:3           |
| 34. | 4. Februar 1974    | St. Petersburg                  | Teppich    | Alexander Metreweli | 6:0, 7:63               |
| 35. | 25. Februar 1974   | Carlsbad                        | Hartplatz  | Stan Smith          | 6:2, 4:6, 6:4           |
| 36. | 18. März 1974      | Tucson                          | Hartplatz  | Arthur Ashe         | 6:3, 7:6                |
| 37. | 1. April 1974      | New Orleans                     | Teppich    | Jeff Borowiak       | 6:4, 6:2                |
| 38. | 1. April 1974      | Orlando                         | Hartplatz  | Jaime Fillol        | 6:2, 3:6, 6:3           |
| 39. | 6. Mai 1974        | WCT Finals                      | Teppich    | Björn Borg          | 4:6, 6:3, 6:3, 6:2      |
| 40. | 30. September 1974 | Maui                            | Hartplatz  | Roscoe Tanner       | 7:6, 7:6                |
| 41. | 7. Oktober 1974    | Tokio                           | Sand       | Ken Rosewall        | 3:6, 6:2, 6:3           |
| 42. | 14. Oktober 1974   | Sydney Indoor                   | Sand       | Cliff Richey        | 6:4, 6:3, 6:4           |
| 43. | 23. Dezember 1974  | Australian Open (2)             | Rasen      | Jimmy Connors       | 7:5, 3:6, 6:4, 7:6      |

#### Finalteilnahmen
| Nr  | Datum              | Turnier                     | Platzbelag | Finalgegner      | Ergebnis                |
| --- | ------------------ | --------------------------- | ---------- | ---------------- | ----------------------- |
| 1.  | 29. August 1966    | U.S. National Championships | Rasen      | Fred Stolle      | 6:4, 10:12, 3:6, 4:6    |
| 2.  | 16. Februar 1968   | New Orleans                 | Teppich    | Cliff Drysdale   | 28:31                   |
| 3.  | 4. Mai 1968        | Minneapolis                 | Teppich    | Dennis Ralston   | 26:31, 31:19, 4:5       |
| 4.  | 12. Juni 1968      | Boston                      | Rasen      | Rod Laver        | 4:6, 4:6, 7:9           |
| 5.  | 7. Juli 1968       | Paris                       | Sand       | Rod Laver        | 2:6, 2:6, 3:6           |
| 6.  | 7. November 1968   | Wien                        | Hartplatz  | Tony Roche       | 4:6, 5:7                |
| 7.  | 15. November 1968  | Wembley                     | Hartplatz  | Ken Rosewall     | 4:6, 6:4, 5:7, 4:6      |
| 8.  | 14. April 1969     | Monte Carlo                 | Sand       | Tom Okker        | 10:8, 1:6, 5:7, 3:6     |
| 9.  | 16. Juni 1969      | Queen’s Club (1)            | Rasen      | Fred Stolle      | 3:6, 20:22              |
| 10. | 23. Juni 1969      | Wimbledon                   | Rasen      | Rod Laver        | 4:6, 7:5, 4:6, 4:6      |
| 11. | 9. Juli 1969       | Boston                      | Hartplatz  | Rod Laver        | 5:7, 2:6, 6:4, 1:6      |
| 12. | 12. September 1969 | Atlanta                     | Hartplatz  | Earl Buchholz    | 4:6, 7:5, 4:6, 7:5, 2:6 |
| 13. | 4. Januar 1970     | Australian Round Robin      | Rasen      | Tony Roche       | 7:5, 5:7, 5:7           |
| 14. | 20. Februar 1970   | Corpus Christi              | Hartplatz  | Ken Rosewall     | 2:6, 0:6                |
| 15. | 15. Juni 1970      | Queen’s Club (2)            | Rasen      | Rod Laver        | 4:6, 3:6                |
| 16. | 20. Februar 1970   | Newport                     | Rasen      | Ken Rosewall     | 4:6, 4:6                |
| 17. | 28. Juli 1970      | Louisville                  | Sand       | Rod Laver        | 3:6, 3:6                |
| 18. | 21. September 1970 | Los Angeles                 | Hartplatz  | Rod Laver        | 6:4, 4:6, 6:7           |
| 19. | 8. Oktober 1970    | Midland                     | Teppich    | Roger Taylor     | 6:2, 6:7, 1:6           |
| 20. | 14. Juni 1971      | Queen’s Club (3)            | Rasen      | Stan Smith       | 6:8, 3:6                |
| 21. | 27. August 1971    | Hilton Head                 | Sand       | Rod Laver        | 2:6, 4:6                |
| 22. | 21. März 1972      | Hilton Head                 | Sand       | Ken Rosewall     | 5:7, 3:6                |
| 23. | 30. Juli 1973      | Louisville                  | Sand       | Manuel Orantes   | 6:3, 3:6, 4:6           |
| 24. | 24. September 1973 | Chicago                     | Hartplatz  | Tom Okker        | 6:3, 6:7, 3:6           |
| 25. | 8. Oktober 1973    | Tokio                       | Sand       | Ken Rosewall     | 1:6, 4:6                |
| 26. | 22. Oktober 1973   | Teheran                     | Sand       | Raúl Ramírez     | 7:6, 1:6, 5:7, 3:6      |
| 27. | 5. November 1973   | Sydney Indoor               | Hartplatz  | Rod Laver        | 6:3, 5:7, 3:6, 6:3, 4:6 |
| 28. | 18. Februar 1974   | Long Island                 | Teppich    | Stan Smith       | 4:6, 6:3, 3:6           |
| 29. | 29. Dezember 1975  | Australian Open             | Rasen      | Mark Edmondson   | 7:6, 3:6, 6:7, 1:6      |
| 30. | 30. Januar 1978    | Richmond                    | Teppich    | Vitas Gerulaitis | 3:6, 4:6                |
| 31. | 10. April 1978     | Guadalajara                 | Sand       | Gene Mayer       | 3:6, 4:6                |

### Doppel

#### Turniersiege
| Nr  | Datum              | Turnier             | Platzbelag | Partner        | Finalgegner                     | Ergebnis                     |
| --- | ------------------ | ------------------- | ---------- | -------------- | ------------------------------- | ---------------------------- |
| 1.  | 24. Juni 1968      | Wimbledon (1)       | Rasen      | Tony Roche     | Ken Rosewall Fred Stolle        | 3:6, 8:6, 5:7, 14:12, 6:3    |
| 2.  | 15. Juli 1968      | Gstaad              | Rasen      | Dennis Ralston | Mal Anderson Tom Okker          | 8:10, 12:10, 12:14, 6:3, 6:3 |
| 3.  | 14. April 1969     | Monte Carlo         | Sand       | Owen Davidson  | Pancho Gonzales Dennis Ralston  | 7:5, 11:13, 6:2, 6:1         |
| 4.  | 28. Mai 1969       | French Open (1)     | Sand       | Tony Roche     | Roy Emerson Rod Laver           | 4:6, 6:1, 3:6, 6:4, 6:4      |
| 5.  | 23. Juni 1969      | Wimbledon (2)       | Rasen      | Tony Roche     | Tom Okker Marty Riessen         | 7:5, 11:9, 6:3               |
| 6.  | 4. August 1969     | Toronto             | Sand       | Ron Holmberg   | Earl Buchholz Raymond Moore     | 6:3, 6:4                     |
| 7.  | 1. Juni 1970       | St. Louis (1)       | Hartplatz  | Andrés Gimeno  | Roy Emerson Rod Laver           | 6:4, 6:2                     |
| 8.  | 22. Juni 1970      | Wimbledon (3)       | Rasen      | Tony Roche     | Ken Rosewall Fred Stolle        | 10:8, 6:3, 6:1               |
| 9.  | 2. August 1970     | Louisville          | Sand       | Tony Roche     | Roy Emerson Rod Laver           | 8:6, 5:7, 6:4                |
| 10. | 7. März 1971       | Australian Open (1) | Rasen      | Tony Roche     | Tom Okker Marty Riessen         | 6:2, 7:6                     |
| 11. | 29. März 1971      | Miami               | Hartplatz  | Tony Roche     | Roy Emerson Rod Laver           | 7:6, 7:6                     |
| 12. | 3. Mai 1971        | Rom (1)             | Sand       | Tony Roche     | Andrés Gimeno Roger Taylor      | 6:4, 6:4                     |
| 13. | 3. Mai 1971        | Teheran (1)         | Sand       | Tony Roche     | Bob Carmichael Ray Ruffels      | 6:4, 6:7, 6:1                |
| 14. | 12. September 1971 | US Open (1)         | Rasen      | Roger Taylor   | Stan Smith Erik van Dillen      | 6:7, 6:3, 7:6, 4:6, 7:6      |
| 15. | 26. Juni 1972      | St. Louis (2)       | Hartplatz  | Tony Roche     | John Alexander Phil Dent        | 7:6, 6:2                     |
| 16. | 31. Juni 1972      | Boston              | Hartplatz  | Tony Roche     | Arthur Ashe Bob Lutz            | 6:3, 1:6, 7:6                |
| 17. | 12. Oktober 1972   | Vancouver           | Teppich    | Fred Stolle    | Cliff Drysdale Allan Stone      | 7:6, 6:0                     |
| 18. | 13. November 1972  | Rotterdam           | Teppich    | Roy Emerson    | Arthur Ashe Bob Lutz            | 6:2, 6:3                     |
| 19. | 25. November 1972  | Johannesburg        | Hartplatz  | Fred Stolle    | Terry Addison Bob Carmichael    | 6:3, 6:4                     |
| 20. | 26. Dezember 1972  | Australian Open (2) | Rasen      | Mal Anderson   | John Alexander Phil Dent        | 6:3, 6:4, 7:6                |
| 21. | 3. Juni 1973       | French Open (2)     | Sand       | Tom Okker      | Jimmy Connors Ilie Năstase      | 6:1, 3:6, 6:3, 5:7, 6:4      |
| 22. | 10. Juni 1973      | Rom (2)             | Sand       | Tom Okker      | Ross Case Geoff Masters         | 6:3, 6:2, 6:4                |
| 23. | 23. August 1973    | US Open (2)         | Rasen      | Owen Davidson  | Rod Laver Ken Rosewall          | 7:5, 2:6, 7:5, 7:5           |
| 24. | 24. September 1973 | Chicago             | Teppich    | Owen Davidson  | Gerald Battrick Graham Stilwell | 6:7, 7:6, 7:6                |
| 25. | 22. Oktober 1973   | Teheran (1)         | Sand       | Rod Laver      | Ross Case Geoff Masters         | 7:6, 6:2                     |
| 26. | 5. November 1973   | Sydney Indoor (1)   | Hartplatz  | Rod Laver      | Mal Anderson Ken Rosewall       | 7:6, 6:2                     |
| 27. | 4. Februar 1974    | St. Petersburg      | Hartplatz  | Owen Davidson  | Clark Graebner Charlie Pasarell | 4:6, 6:3, 6:4                |
| 28. | 8. April 1974      | Orlando             | Hartplatz  | Owen Davidson  | Brian Gottfried Dick Stockton   | 7:6, 6:3                     |
| 29. | 24. Juni 1974      | Wimbledon (4)       | Rasen      | Tony Roche     | Bob Lutz Stan Smith             | 8:6, 6:4, 6:4                |
| 30. | 29. Dezember 1975  | Australian Open (3) | Rasen      | Tony Roche     | Ross Case Geoff Masters         | 7:6, 6:4                     |
| 31. | 12. April 1976     | Charlotte           | Sand       | Tony Roche     | Vitas Gerulaitis Gene Mayer     | 6:3, 7:5                     |
| 32. | 17. Oktober 1977   | Sydney Indoor (2)   | Hartplatz  | Tony Roche     | Ross Case Geoff Masters         | 6:7, 6:3, 6:1                |
| 33. | 16. Oktober 1978   | Sydney Indoor (3)   | Hartplatz  | Tony Roche     | Mark Edmondson John Marks       | 6:4, 6:3                     |

#### Finalteilnahmen
| Nr  | Datum              | Turnier            | Platzbelag  | Partner        | Finalgegner                   | Ergebnis                |
| --- | ------------------ | ------------------ | ----------- | -------------- | ----------------------------- | ----------------------- |
| 1.  | 13. August 1968    | Hamburg            | Sand        | Tony Roche     | Tom Okker Marty Riessen       | 4:6, 4:6, 5:7           |
| 2.  | 13. August 1970    | Philadelphia (1)   | Teppich     | Tony Roche     | Tom Okker Marty Riessen       | 6:8, 4:6                |
| 3.  | 22. März 1971      | Chicago            | Teppich     | Tony Roche     | Tom Okker Marty Riessen       | 6:7, 6:4, 6:7           |
| 4.  | 11. Juli 1971      | Gstaad             | Sand        | Tom Okker      | John Alexander Phil Dent      | 7:5, 3:6, 4:6           |
| 5.  | 2. Februar 1972    | Richmond           | Teppich     | Tony Roche     | Tom Okker Marty Riessen       | 6:7, 6:7                |
| 6.  | 8. Februar 1972    | Philadelphia (2)   | Teppich     | Tony Roche     | Arthur Ashe Bob Lutz          | 3:6, 7:6, 3:6           |
| 7.  | 18. April 1972     | Charlotte (1)      | Sand        | Tony Roche     | Tom Okker Marty Riessen       | 4:6, 6:4, 6:7           |
| 8.  | 1. Mai 1972        | Las Vegas          | Hartplatz   | Tony Roche     | Roy Emerson Rod Laver         | kampflos                |
| 9.  | 17. Juli 1972      | Washington         | Sand        | Tony Roche     | Tom Okker Marty Riessen       | 6:3, 3:6, 2:6           |
| 10. | 30. August 1972    | US Open            | Rasen       | Owen Davidson  | Cliff Drysdale Roger Taylor   | 4:6, 6:7, 4:6           |
| 11. | 5. August 1973     | Louisville         | Sand        | Clark Graebner | Manuel Orantes Ion Țiriac     | 6:0, 4:6, 3:6           |
| 12. | 20. August 1973    | Toronto            | Sand        | Owen Davidson  | Rod Laver Ken Rosewall        | 5:7, 6:7                |
| 13. | 1. Oktober 1973    | Fort Worth         | Hartplatz   | Owen Davidson  | Brian Gottfried Dick Stockton | 6:7, 4:6                |
| 14. | 4. November 1973   | Jakarta            | Hartplatz   | Allan Stone    | Mike Estep Ian Fletcher       | 5:7, 4:6                |
| 15. | 1. April 1974      | New Orleans        | Teppich     | Owen Davidson  | Bob Lutz Stan Smith           | 6:4, 4:6, 6:7           |
| 16. | 15. April 1974     | Charlotte (2)      | Sand        | Owen Davidson  | Buster Mottram Raúl Ramírez   | 3:6, 6:1, 3:6           |
| 17. | 29. April 1974     | WCT Doubles Finals | Teppich (i) | Owen Davidson  | Bob Hewitt Frew McMillan      | 2:6, 7:66, 1:6, 2:6     |
| 18. | 19. Mai 1974       | Las Vegas          | Hartplatz   | Frew McMillan  | Roy Emerson Rod Laver         | 7:6, 4:6, 4:6           |
| 19. | 30. September 1974 | Maui               | Hartplatz   | Owen Davidson  | Dick Stockton Roscoe Tanner   | 3:6, 6:7                |
| 20. | 14. Oktober 1974   | Sydney             | Hartplatz   | Tony Roche     | Ross Case Geoff Masters       | 4:6, 4:6                |
| 21. | 30. Mai 1976       | Rom                | Sand        | Geoff Masters  | Brian Gottfried Raúl Ramírez  | 6:7, 7:5, 3:6, 6:3, 3:6 |
| 22. | 27. Februar 1978   | Memphis            | Teppich     | Phil Dent      | Brian Gottfried Raúl Ramírez  | 6:3, 6:7, 2:6           |

### Mixed

#### Turniersiege
| Nr | Datum             | Turnier                     | Platzbelag | Partnerin      | Finalgegner                | Ergebnis       |
| -- | ----------------- | --------------------------- | ---------- | -------------- | -------------------------- | -------------- |
| 1. | 2. September 1964 | U.S. National Championships | Rasen      | Margaret Court | Judy Tegart Ed Rubinoff    | 10:6, 4:6, 6:3 |
| 2. | 22. Januar 1965   | Australian Championships    | Rasen      | Margaret Court | Robyn Ebbern Owen Davidson | geteilter Sieg |

#### Finalteilnahmen
| Nr | Datum        | Turnier                                     | Platzbelag | Partnerin   | Finalgegner                 | Ergebnis |
| -- | ------------ | ------------------------------------------- | ---------- | ----------- | --------------------------- | -------- |
| 1. | 17. Mai 1965 | Internationale französische Meisterschaften | Sand       | Maria Bueno | Margaret Court Ken Fletcher | 4:6, 4:6 |

## Auszeichnungen
- 1978: Officer des Order of the British Empire
- 1985: Sport Australia Hall of Fame
- 1986: International Tennis Hall of Fame
- 1989: Officer des Order of Australia
- 2001: Centenary Medal